# Au Sable (New York)
Pour les articles homonymes, voir Sable (homonymie) et Au Sable (homonymie).
Au Sable ou Ausable est une municipalité (town) américaine de l'État de New York, située dans le comté de Clinton.

## Géographie
La municipalité s'étend sur 113,57 km2 au sud-est du comté de Clinton et est limitrophe de celui d'Essex. Elle est traversée par l'Au Sable, qui lui donne son nom, et possède une petite façade sur la rive du lac Champlain au nord-est. 
Elle comprend une partie de Keeseville, qui abrite son siège administratif, ainsi que les localités de Au Sable Beach, Birmingham Falls, Clintonville, Harkness, Keese Corners, New Sweden, Rogers, Thomasville et Union.
|             | Peru         | Colchester (Vermont) |
| Black Brook | Au Sable     | Lac Champlain        |
|             | Chesterfield |                      |

## Histoire
Les premiers habitants, principalement d'origine anglaise, s'installent dans la région vers 1795. La municipalité est créée en 1839 par détachement d'une partie de celle de Peru.

## Politique et administration
La municipalité est administrée par un superviseur et un conseil de quatre membres élus pour deux ans.

## Sites et monuments
Le pont AuSable Chasm, construit en 1932-1933, est formé d'une arche en acier et permet de franchir la rivière Au Sable. Il est inscrit au Registre national des lieux historiques depuis 1999.

## Au Sable dans la littérature
- Russell Banks situe la première partie de son roman Sous le règne de Bone (1995) à Au Sable.